# Apuleia
Apuleia é um género botânico pertencente à família Fabaceae.

## Espécies
- Apuleia asteroides
- Apuleia atractyloides
- Apuleia ferrea
- Apuleia fruticosa
- Apuleia grazielana
- Apuleia heterophylla
- Apuleia leiocarpa - Garapa, Grapia, ou Amarelinho
- Apuleia molaris
- Apuleia polygamia
- Apuleia praecox
- Apuleia rigida
- Apuleia zeyheri